# Unknown Rooms: A Collection of Acoustic Songs
Unknown Rooms: A Collection of Acoustic Songs — третій студійний альбом американської співачки та поетеси-піснярки Челсі Вулф, який вийшов 16 жовтня 2012 року. Альбом вважається колекцією пісень, «колишніх сиріток, що знайшли новий дім» («once-orphaned, [and] given a home»), на відміну від наступного, вже повноцінного альбому.

## Передумови
Як тільки Вулф підписала контракт із лос-анджелеським лейблом Sargent House Records, вони запропонували їй перевидати дещо з попередніх етапів її музичної творчості, що «витає десь в інтернеті» і ніколи не було опубліковано офіційно. Більшість з цих композицій — це пісні, над якими Челсі працювала декілька років, але записані абсолютно по-новому, за винятком хіба що двох цифрових бонус-треків, які випускаються з оригінальним звуком.
Композиція «Boyfriend» — це кавер-версія пісні Карлоса Рене Аяли, яка була скомпонована спільно із Беном Крісголмом, учасником гурту Челсі Вулф.

## Релізи
9 жовтня альбом став доступний для прослуховування в режимі онлайн через SoundCloud, після витоку, який стався за місяць до цього.
25 січня 2013 р. був опублікований відеокліп на пісню «Flatlands», як результат співпраці із компанією Converse та журналом Decibel.

## Сприйняття

### Відгуки критиків
Unknown Rooms отримав позитивні відгуки від музичних критиків на Metacritic, який присвоює середній рейтинг в межах 100 на основі оглядів найвпливовіших критиків; альбому було присвоєно рейтинг 73, на основі 8 оглядів, які можна назвати «в цілому позитивними». Джейсон Ґрін із Pitchfork Media поставив альбому оцінку 7.7, стверджуючи:

| «Unknown Rooms — це невеликий альбом, але дев'ять його пісень вбирають та утримують в собі страх та небезпеку, що витають навколо» Оригінальний текст (англ.) «Unknown Rooms is a short album, but its nine songs capture and sustain free-floating fear and menace.» |
В той же час Адріан Аґейсер із електронного журналу Tiny Mix Tapes присвоїв альбому чотири зірки, сказавши:

| «Це — рідкісний альбом, на даний момент — найтихіший, найпрекрасніший альбом Челсі Вулф; вразливість, що проявляється в ньому — водночас дарує слухачеві відчуття неймовірного комфорту, та приваблює своєю щирою простотою. На відміну від торішнього альбому Apokalypsis, в якому проявлялися моменти анархічної жвавості, а також підвищена рухливість та швидкість („Demons“), Unknown Rooms — цілковито базується на чистому спокої та негативному просторі, — дратівливому просторі тиші.» Оригінальний текст (англ.) «This is a sparse album, Chelsea Wolfe's quietest, most beautiful album to date, showcasing a vulnerability that simultaneously pushes the listener's comfort level to its limits and is sincerely inviting in its simplicity. Unlike last year's Apokalypsis, which had its moments of anarchic liveliness and heightened motions and speeds („Demons“), Unknown Rooms is entirely built on pure rests and negative space, the nerve-racking space of silence.» |

### Реклама та піар
Unknown Rooms — перший альбом Челсі Вулф, який потрапив у чарти США, що робить його нині[коли?] найуспішнішим альбомом.

## Список треків
Автор музики і слів Челсі Вулф (за винятком вказаних). 
| #  | Назва                | Автор слів       | Автор музики                     | Тривалість |
| -- | -------------------- | ---------------- | -------------------------------- | ---------- |
| 1. | «Flatlands»          |                  |                                  | 4:00       |
| 2. | «The Way We Used To» |                  |                                  | 2:47       |
| 3. | «Spinning Centers»   |                  |                                  | 3:09       |
| 4. | «Appalachia»         |                  |                                  | 3:10       |
| 5. | «I Died With You»    |                  |                                  | 0:32       |
| 6. | «Boyfriend»          | Карлос Рене Аяла | Карлос Рене Аяла та Бен Крісголм | 3:51       |
| 7. | «Our Work Was Good»  |                  |                                  | 1:53       |
| 8. | «Hyper Oz»           |                  |                                  | 2:33       |
| 9. | «Sunstorm»           |                  |                                  | 2:55       |

| Цифрові бонус-треки (32:43) | Цифрові бонус-треки (32:43) | Цифрові бонус-треки (32:43) |
| #                           | Назва                       | Тривалість                  |
| --------------------------- | --------------------------- | --------------------------- |
| 10.                         | «Virginia Woolf Underwater» | 4:22                        |
| 11.                         | «Gold»                      | 3:31                        |

## Учасники
- Челсі Вулф — вокал, акустична гітара, продюсер
- Ben Chisholm — ударні, аналоговий синтезатор, фортепіано, бек-вокал, продюсер

Виконавці в окремих композиціях
- Езра Букла — альт (Appalachia, Spinning Centers)
- Андреа Калдерон — скрипка (Flatlands)
- Даніель Дентон — баси (The Way We Used To, Appalachia, Our Work Was Good)
- Джер Вулф — гітара (Our Work Was Good)

## Чарти
| Чарт (2012)                | Пікова позиція |
| -------------------------- | -------------- |
| Фолк-альбоми               | 24             |
| Альбоми на Top Heatseekers | 35             |